# 京都府道69号城陽宇治線
京都府道69号城陽宇治線（きょうとふどう69ごう じょうよううじせん）は、京都府城陽市から同府宇治市に至る主要地方道に指定された府道である。

## 概要
京都府城陽市城陽新池交点を起点に宇治市京滋バイパス槇島交点に至る。

### 路線データ
- 起点 : 京都府城陽市（城陽新池・城陽新池交差点、国道24号交点）
- 終点 : 京都府宇治市（槇島町十一、京滋バイパス宇治西IC・国道24号交点）
- 重要な経過地 : なし

## 歴史
国道24号を踏襲した路線であり、迂回する道路として国道1号京滋バイパスおよび国道24号大久保バイパスが1988年（昭和63年）8月29日に全線開通したことに伴い、建設省が管理する一般国道から京都府へ移管されて府道となった。

### 年表
- 1989年（平成元年）4月1日 - 京都府が城陽宇治線として府道路線認定。整理番号は一般地方道300。[要出典]
- 1993年（平成5年）5月11日 - 建設省（当時）が府道城陽宇治線を城陽宇治線（八幡市 - 宇治市）として主要地方道に指定[1]。
- 1994年（平成6年）4月1日 - 京都府が路線番号を再編（路線認定の一部改正）し、一般地方道300号から69号となる[注釈 1]

## 路線状況

### 重複区間
- 京都府道15号宇治淀線（宇治市広野町茶屋裏 - 宇治市広野町西裏）
- 京都府道249号宇治小倉停車場線（宇治市小倉町神楽田 地内）

## 地理

### 通過する自治体
- 京都府
  - 城陽市 - 宇治市

### 交差する道路
- 国道24号・国道24号大久保バイパス・京都府道256号山城総合運動公園城陽線（城陽市城陽新池、起点）
- 京都府道282号内里城陽線（城陽市寺田東ノ口）
- 京都府道281号八幡城陽線（城陽市平川横道）
- 京都府道15号宇治淀線（宇治市広野町茶屋裏）
- 京都府道15号宇治淀線（宇治市広野町西裏）
- 京都府道81号八幡宇治線（宇治市小倉町西山）
- 京都府道249号宇治小倉停車場線（宇治市小倉町神楽田）
- 京都府道249号宇治小倉停車場線（宇治市小倉町神楽田）
- 京滋バイパス（国道1号）宇治西IC・国道24号（宇治市槇島町十一、終点）
- 新名神高速道路（城陽IC・JCT以降滋賀方面工事中）

### 沿線
このほかにも非常に多くの店舗が立ち並び、にぎやかな道路となっている。その反面、国道24号時代から交通量も非常に多く、店舗へ出入りする車もあり、慢性的に渋滞状態である。

#### 交通機関
- 近畿日本鉄道京都線
  - 小倉駅
  - 伊勢田駅
  - 大久保駅
  - 久津川駅
  - 寺田駅
- 西日本旅客鉄道（JR西日本）奈良線
  - JR小倉駅
  - 新田駅
  - 城陽駅
- 京都京阪バス（旧名：京阪宇治交通）
  - 大河原バス停留所
  - 槇島コミセン停留所
  - 徳洲会病院停留所
  - 三軒家停留所
  - 近鉄小倉停留所
  - 近鉄大久保停留所
  - 大竹停留所
  - 久津川停留所
  - 城陽市役所停留所
  - 城陽郵便局前停留所
- 奈良交通（奈良交通京都営業所）
  - 大河原停留所

#### 小売店舗
- 西友 宇治店（2000年閉店）

- レインボー小倉（2021年5月30日閉店）
- 平和堂
  - 小倉店（2011年12月31日閉店）
  - 平和堂 100BAN店

- イズミヤ 大久保店（2023年3月31日閉店）

#### 教育機関
- 小学校
  - 宇治市立小倉小学校
  - 城陽市立寺田小学校
  - 城陽市立寺田南小学校

- 中学校
  - 宇治市立北宇治中学校

#### 公共機関
- 城陽郵便局
- 城陽市役所

#### 医療機関
- 宇治徳洲会病院

#### その他
- 陸上自衛隊 大久保駐屯地
- 宇治天然温泉 源氏の湯